# Helmut Janz
Helmut Janz (ur. 11 kwietnia 1934 w Gladbeck, zm. 19 listopada 2000 w Neu-Ulm) – niemiecki lekkoatleta, płotkarz, medalista mistrzostw Europy w 1962 i rekordzista Europy. W czasie swojej kariery reprezentował Republikę Federalną Niemiec.
Specjalizował się w biegu na 400 metrów przez płotki. Startując we wspólnej reprezentacji Niemiec odpadł w półfinale tej konkurencji  na mistrzostwach Europy w 1958 w Sztokholmie.
Zajął 4. miejsce w finale tej konkurencji na igrzyskach olimpijskich w 1960 w Rzymie.  Przy wyjściu na ostatnią prostą jeszcze prowadził, lecz został wyprzedzony przez trzech Amerykanów: Glenna Davisa, Cliftona Cushmana i Dicka Howarda. Ustanowił wówczas rekord Europy czasem 49,9 s. Tym samym został pierwszym Europejczykiem, który przebiegł ten dystans poniżej 50 sekund.
Zdobył brązowy medal w biegu na 400 metrów przez płotki na mistrzostwach Europy w 1962 w Belgradzie, przegrywając jedynie z Salvatore Morale z Włoch i swym kolegą z reprezentacji Jörgiem Neumannem.
Był mistrzem RFN w biegu na 400 metrów przez płotki siedem razy z rzędu w latach 1957–1963 oraz brązowym medalistą w 1955.
Czterokrotnie poprawiał rekord RFN w tej konkurencji do wspomnianego rezultatu 49,9 s (2 września 1960 w Rzymie).
W 1960 otrzymał odznaczenie Silbernes Lorbeerblatt.